# Madeiro
Madeiro là một đô thị thuộc bang Piauí, Brasil. Đô thị này có diện tích 177,219 km², dân số năm 2007 là 7660 người, mật độ 43,22 người/km².